# Myomorpha
De Myomorpha is een onderorde van de orde knaagdieren (Rodentia) die ongeveer 1600 soorten omvat. Deze onderorde omvat twee superfamilies, de jerboa's (Dipodoidea) en de muizen en ratten, woelmuizen, gerbils, hamsters en verwanten (Muroidea). De naam Myomorpha wordt meestal gebruikt voor een bredere groep, die ook de goffers (Geomyidae), wangzakmuizen (Heteromyidae) en soms de slaapmuizen (Gliridae) omvat, maar die zijn waarschijnlijk nauwer verwant aan andere groepen. Voor de klade Dipodoidea+Muroidea wordt ook wel de naam Myodonta gebruikt.
Deze onderorde stamt waarschijnlijk af van Eocene "sciuravide" dieren als Armintomys en Pauromys. De splitsing tussen de twee superfamilies is waarschijnlijk ook al in het Eoceen gebeurd. Sindsdien hebben de leden van deze onderorde zich steeds verder verspreid, vooral sinds het Mioceen. Inmiddels zijn ze inheems over de hele wereld, behalve op Antarctica en enkele eilanden. Enkele soorten zijn ook nog in grote gebieden geïntroduceerd. Op Nieuw-Guinea en Australië zijn de Myomorpha de enige inheemse niet-vliegende placentadieren.